# 1780.
◄ | 17. stoljeće | 18. stoljeće | 19. stoljeće | ►
◄ | 1750-ih | 1760-ih | 1770-ih | 1780-ih | 1790-ih | 1800-ih | 1810-ih | ►
◄◄ | ◄ | 1777. | 1778. | 1779. | 1780. | 1781. | 1782. | 1783. | ► | ►►
Arhitektura • Astronomija • Biologija • Glazba • Kazalište • Kemija • Kiparstvo • Knjige • Književnost • Kršćanstvo • Medicina • Politika • Pravo • Promet • Slikarstvo • Šport • Znanost

## Događaji
- Na vlast u Habsburškoj Monarhiji dolazi Josip II.

## Rođenja
- 29. kolovoza – Jean Auguste Dominique Ingres, francuski slikar († 1867.)

## Smrti
- 29. studenog – Marija Terezija Austrijska, austrijsko-njemačka carica (* 1717.)

## Vanjske poveznice
|  | Zajednički poslužitelj ima još gradiva o temi 1780. |